# Gelmerhütte
Die Gelmerhütte ist eine Schutzhütte der Sektion Brugg des Schweizer Alpen-Clubs in den Urner Alpen.

## Lage
Die Gelmerhütte ist eine Berghütte. Sie liegt auf 2412 m ü. M. oberhalb des Gelmersee im Grimselgebiet, welches zum Haslital zum Berner Oberland gehört.

## Geschichte
Die Sektion Brugg beschloss 1923 den Platzerwerb und Hüttenbau. Die ersten Arbeiten waren 1924 die Planierung des Hüttenplatzes und die Wegemarkierung. Die Einweihung der Gelmerhütte fand dann am 1. August 1926 statt, bei 40 cm Neuschnee. Zu diesem Zeitpunkt hatte die Hütte 30 Schlafplätze (Heulager) und die Baukosten lagen bei 32.000 Franken.
Bereits im Jahr 1935 wurde das Heulager durch ein Matratzenlager ersetzt, bevor 1937 ein Kleinkraftwerk angeschlossen wurde. In verschiedenen Abständen wurde die Gelmerhütte erweitert und die Infrastruktur verbessert. Den heutigen Zustand erreichte der grosse Umbau von 1987. Die Hütte verfügt über 55 Schlafplätze, elektrische Energie für Licht, Küche und Warmwasser. Hütte und Hüttenweg werden laufend optimiert.

## Zustieg
- Bergstation Gelmerbahn 550 hm | 3 km | 2 Stunden
- Talstation Gelmerbahn 1000 hm | 7,5 km | 4 Stunden
- Parkplatz Chüenzentennlen 820 hm | 5 km | 3 Stunden
- In den Wintermonaten wird der Zugang zur Hütte nicht empfohlen. Im Frühjahr kann die Hütte, je nach Verhältnissen, von Norden her mit Skitourenausrüstung erreicht werden. Der Schutzraum ist offen, die Hütte unbewartet.

## Nachbarhütten
- Trifthütte (2502 m)[1]

## Sommertouren
- Diechterhorn (3389 m) in 4 Stunden
- Gwächtenhorn (3214 m) in 3 Stunden
- Ofenhorn NE-GRAT (2943 m) in 3,5 Stunden
- Ofenhorn S-Flanke (2943 m) in 3 Stunden
- Ofenhorn S-GRAT (2943 m) in 4 Stunden
- Tieralplistock (3382 m) in 4 Stunden[2]

## Wintertouren
- Diechterhorn (3389 m) in 4 Stunden
- Tieralplistock (3383 m) in 5 Stunden
- Dammastock (3630 m) in 6 Stunden

## Karten
- Schweizer Landeskarte Blatt 1230 Guttannen (1:25.000)[3]
- Schweizer Landeskarte Blatt 5001 Gotthard (1:50.000)[4]
- Schweizer Landeskarte Blatt 255 Sustenpass (1:50.000)[5]